# Leśmierz (gromada)
Leśmierz – dawna gromada, czyli najmniejsza jednostka podziału terytorialnego Polskiej Rzeczypospolitej Ludowej w latach 1954–1972.
Gromady, z gromadzkimi radami narodowymi (GRN) jako organami władzy najniższego stopnia na wsi, funkcjonowały od reformy reorganizującej administrację wiejską przeprowadzonej jesienią 1954 do momentu ich zniesienia z dniem 1 stycznia 1973, tym samym wypierając organizację gminną w latach 1954–1972.
Gromadę Leśmierz siedzibą GRN w Leśmierzu utworzono – jako jedną z 8759 gromad na obszarze Polski – w powiecie łęczyckim w woj. łódzkim, na mocy uchwały nr 32/54 WRN w Łodzi z dnia 4 października 1954. W skład jednostki weszły obszary dotychczasowych gromad Leśmierz, Boczki, Tymienica, Ostrów, Parzyce i Skotniki ze zniesionej gminy Leśmierz, ponadto wieś Mętlew, parcelacja Mętlew, wieś Mierczyn, osada Mierczyn i parcelacja Mierczyn z dotychczasowej gromady Mętlew ze zniesionej gminy Tum, w tymże powiecie. Dla gromady ustalono 22 członków gromadzkiej rady narodowej.
31 grudnia 1959 do gromady Leśmierz przyłączono obszar zniesionej gromady Sierpów.
Gromada przetrwała do końca 1972 roku, czyli do kolejnej reformy gminnej.